# A Good Little Devil
A Good Little Devil è un film muto del 1914 diretto da Edwin S. Porter e (non accreditato) J. Searle Dawley.

## Trama
Il giovane Charles MacLance va a vivere con la zia, la signora MacMiche, una donna altera e crudele. Il piccolo Charles trova un rifugio nell'amicizia con una ragazzina cieca, Juliet, che vive in un mondo di fiaba popolato da fate e da esseri fantastici. Quando però il nonno di Charles muore, il piccolo viene mandato in un esclusivo collegio, per rendersi degno di ereditare il titolo che gli spetta in eredità.
Finiti gli studi, Charles è ormai un uomo di mondo, ha dimenticato la piccola Juliet e corteggia una ragazza della buona società con cui si fidanza. Ma la signora MacMiche, dopo tanto tempo, ha cominciato anche lei a credere alle fate e si è addolcita. Chiede allora a Charles di tornare da lei. Dapprima il giovane è riluttante, poi accetta la proposta. Quando ritrova Juliet che, nel frattempo è guarita dalla sua cecità, ritornano anche i ricordi dei bei tempi e i due giovani restano insieme, felicemente uniti nella casa della signora MacMiche.

## Produzione
Il film fu prodotto dalla Famous Players Film Company. Venne girato nel maggio 1913 al Famous Players Studio - 26th Street di New York City.

## Distribuzione
Distribuito dalla Famous Players-Lasky Corporation, uscì nelle sale cinematografiche USA il 1º marzo 1914. Il film era stato presentato in anteprima il 10 luglio 1913 al Third National Convention of the Moving Picture Exhibitors' League.
La pellicola è presumibilmente andata perduta. Dei cinque rulli originali, ne viene conservato uno negli archivi del National Film and Television Archive of the British Film Institute.